# A caccia dell'invisibile
A caccia dell'invisibile è una serie televisiva inglese in 6 episodi del 1974 che racconta di alcune delle scoperte mediche più famose di tutti i tempi. Tra gli interpreti, vi è anche Arthur Lowe che interpreta Louis Pasteur. 

## Storia
La serie, prodotta da Peter Goodchild, si sofferma in particolare sulla vita privata e sui problemi apparentemente insormontabili dei vari scienziati, ponendo in secondo piano i dettagli e l'evoluzione dei processi teorici e degli esperimenti prodotti in laboratorio.

## Personaggi
- Narratore (6 episodi, 1974) voce originale di Frank Gillard
- Louis Pasteur (3 episodi, 1974) interpretato da Arthur Lowe
- Marie Pasteur (3 episodi, 1974) interpretato da Antonia Pemberton
- Robert Koch (3 episodi, 1974) interpretato da James Grout
- Rudolf Virchow (3 episodi, 1974) interpretato da Frank Gatliff
- Emily Koch (3 episodi, 1974) interpretato da Patricia Heneghan
- Paul Ehrlich (2 episodi, 1974) interpretato da Milo O'Shea
- Dottore (2 episodi, 1974) interpretato da Robert Arnold
- Adrien Loir (2 episodi, 1974) interpretato da Keith Drinkel
- Eduard Pierre Marie Chassaignac (2 episodi, 1974) interpretato da Michael Godfrey
- Émile Roux (2 episodi, 1974) interpretato da Charles Kay
- Alfred Vulpian (2 episodi, 1974) interpretato da Geoffrey Lumsden
- Studente (2 episodi, 1974) interpretato da Clive Rogers
- Emil Adolf von Behring (2 episodi, 1974) interpretato da David Swift

## Episodi
| nº | Titolo originale                | Titolo italiano             | Prima TV USA      | Prima TV Italia |
| -- | ------------------------------- | --------------------------- | ----------------- | --------------- |
| 1  | The Invisible Enemy             | Il nemico invisibile        | 18 settembre 1974 |                 |
| 2  | A Germ Is Life                  | La malattia                 | 25 settembre 1974 |                 |
| 3  | Men of Little Faith             | Uomini di poca fede         | 2 ottobre 1974    |                 |
| 4  | Certain Death                   | La morte è certa            | 9 ottobre 1974    |                 |
| 5  | The Tuberculin Affair           | Affari...                   | 16 ottobre 1974   |                 |
| 6  | The Search for the Magic Bullet | La ricerca del bullo magico | 23 ottobre 1974   |                 |